# Il était un petit navire (film, 1957)
Pour les articles homonymes, voir Il était un petit navire (homonymie).
Pour plus de détails, voir Fiche technique et Distribution.
Il était un petit navire (Barnacle Bill) est un film britannique de Charles Frend sorti en 1957.

## Synopsis
Après que le capitaine William Horatio Ambrose et son équipage ont reçu la prestigieuse médaille Lloyd's pour avoir secouru le HMS Arabella, le capitaine promet de raconter son aventure à un journaliste, ce qu'il va faire en enjolivant un peu son passé.
En réalité, Ambrose descend d'une famille de marins, d'où la devise familiale Omnes per Mare (Tous en mer). Mais ils n'ont pas tous eu des comportements valeureux, et il regrette notamment celui de son père à la bataille du Jutland. De plus il est victime lui-même d'un mal de mer irrépressible et sa seule contribution à la Seconde Guerre mondiale a été de tester des remèdes contre cette maladie.
Après avoir quitté la Royal Navy, il achète avec ses économies un parc d'attraction situé sur une jetée. Ce parc est en mauvais état mais c'est ce qu'il y a de plus proche d'un navire à commander. Il le remet en état, secondé d'abord par Figg, qui démissionne dès qu'Ambrose veut imposer un minimum de discipline, puis par Tommy. Il doit ensuite négocier avec le conseil municipal, dirigé par Crowley, un escroc, et faire face à l'hostilité d'Arabella Barrington. À chaque fois qu'il trouve un moyen de rendre le parc rentable, ils font en sorte que le conseil le rejette. Lorsque Crowley décide de confisquer et de démolir la jetée pour servir ses propres intérêts, Arabella démissionne du conseil municipal et en informe Ambrose. Pour contrer Crowley, il fait enregistrer sa propriété comme étant un navire étranger, baptisé Arabella, sous le pavillon de complaisance du Liberama, ce qui le met hors de la juridiction de la ville. Cette solution lui amène aussi de nombreux passagers payant pour une croisière immobile.
Pour se venger, Crowley engage Figg pour démolir la structure de la jetée au cours de la nuit. Grâce à un remède que lui a suggéré Arabella, Ambrose est capable de prendre la mer et de déjouer son adversaire (avec l'approbation de ses ancêtres), mais à cette occasion une partie de la jetée se détache et se retrouve en mer. Ambrose reste à bord et arrive en France, où il est accueilli en héros.

## Fiche technique
- Titre original : Barnacle Bill ; All at Sea (États-Unis)
- Titre français : Il était un petit navire
- Réalisation : Charles Frend
- Scénario : T. E. B. Clarke
- Direction artistique : Alan Withy
- Costumes : Sophie Devine (en)
- Photographie : Douglas Slocombe
- Son : Stephen Dalby
- Montage : Jack Harris
- Musique : John Addison
- Production : Michael Balcon ; Dennis Van Thal (associée)
- Société de production : Ealing Films Limited
- Société de distribution : Metro-Goldwyn-Mayer
- Pays d'origine :  Royaume-Uni
- Langue originale : anglais
- Format : noir et blanc — 35 mm — 1,85:1 — son mono  (Westrex Recording System)
- Genre : Comédie
- Durée : 87 minutes
- Dates de sortie : 
  - Royaume-Uni : 17 décembre 1957
  - États-Unis : 21 décembre 1957
  - France : 28 février 1958

## Distribution
- Alec Guinness : le capitaine William Horatio Ambrose et ses six ancêtres
- Irene Browne : Arabelle Barrington
- Maurice Denham : Crowley
- Percy Herbert : Tommy
- Victor Maddern : Figg
- Harry Locke (en) : le journaliste
- Donald Pleasence : le caissier